# Taylor Townsend
Taylor Townsend (Chicago, 16. travnja 1996.) američka je tenisačica. Pobjednica je Australian Opena 2012. godine u konkurenciji juniorki.

## WTA finala (1)

### Parovi (1)
| Legend                              |
| ----------------------------------- |
| Grand Slam turniri (0:0)            |
| WTA prvenstvo (0:0)                 |
| Premier Mandatory & Premier 5 (0:0) |
| Premier (0:0)                       |
| Međunarodni (0:1)                   |

| Titles by surface |
| ----------------- |
| Tvrda (0:1)       |
| Trava (0:0)       |
| Zemlja (0:0)      |
| Tepih (0:0)       |

| Ishod | Br. | Datum              | Turnir                | Podloga | Partnerica       | Suparnice                  | Rezultat |
| ----- | --- | ------------------ | --------------------- | ------- | ---------------- | -------------------------- | -------- |
| Poraz | 1.  | 3. kolovoza, 2013. | Washington, D.C., SAD | Tvrda   | Eugenie Bouchard | Shuko Aoyama Vera Duševina | 3:6, 3:6 |